# 史氏星鯊
史氏星鲨（学名：Mustelus stevensi），又稱史氏貂鯊，為軟骨魚綱真鯊目皺唇鯊科星鯊屬的一種，分布於東印度洋區，從安達曼海至澳洲西北部海域，深度69至735公尺，體長最大可達128公分，棲息在大陸棚底層水域，屬肉食性，卵胎生，生活習性不明。